# Robert Gruslin
Robert Joseph Ghislain Gruslin (Rochefort, 18 maart 1901 - Profondeville, 1 juni 1985) was een Belgisch politicus en Waalse militant. Van 1945 tot 1968 was hij gouverneur van de provincie Namen.

## Levensloop

### Afkomst en studies
Gruslin was van bescheiden afkomst; zijn vader was schrijnwerker in de werkplaatsen van de Belgische Spoorwegen in Jemelle.
Hij behaalde een licentiaat administratieve wetenschappen aan de Université libre de Bruxelles en ging daarna aan de slag bij het Rekenhof waar hij eerst verificateur en daarna auditor was.

### Als directeur-generaal bij het ministerie van Openbaar Onderwijs
François Bovesse haalde Gruslin in 1935 naar het ministerie van Openbaar Onderwijs waar hij tot directeur-generaal van het hoger onderwijs werd benoemd. In die functie was hij eveneens kabinetschef van de ministers Bovesse (1935-1936) en Buisseret (1944-45).
Tijdens de Tweede Wereldoorlog hield Gruslin nauw contact met de rectoren van de universiteiten om het verzet binnen deze instellingen in goede banen te leiden.

### Als gouverneur van Namen
Op 22 december 1945 werd Gruslin benoemd tot gouverneur van de provincie Namen in opvolging van François Bovesse die het jaar voordien door de rexisten vermoord was.
Als gouverneur voerde Gruslin een beleid dat dicht bij de mensen stond. Hij was vooral actief op economisch-sociaal gebied en vooral op het terrein van het onderwijs de gezondheidszorg en de cultuur. In 1946 richtte hij een economisch en sociaal kantoor op dat in 1962 het economisch instituut van de provincie werd. In 1949 werd de provinciale bibliotheek opgericht en vanaf 1954 werden verscheidene gezondheidscentra opgericht; in 1957 gevolgd door de oprichting van een verpleegschool. In 1964 werd het eerste cultureel centrum van het land geopend in Namen.
In 1968 bereikte Gruslin de leeftijdsgrens en ging hij met pensioen.

### Als beheerder van verenigingen
In 1966 was Gruslin de stichter en (tot 1973) de voorzitter van het culturele actiecentrum van de Franse Gemeenschap. Hij was eveneens vicevoorzitter van de Francquistichting en beheerder van het Nationaal Fonds voor Wetenschappelijk Onderzoek. Gruslin kreeg een eredoctoraat aan de Universiteit van Montpellier.

## Gruslin als Waals militant
Gruslin had al sinds zijn jeugd contacten met de Waalse Beweging. Hij was lid van de Franstalige Cultuurraad die door Jules Bordet was opgericht. In 1955 lanceerde Gruslin ter gelegenheid van een Waals cultureel congres een oproep om het regionale bewustzijn te laten ontwaken.